# Commandos: Strike Force
Commandos: Strike Force – gra komputerowa z gatunku strzelanek pierwszoosobowych w realiach II wojny światowej, wyprodukowana przez Pyro Studios i wydana w 2006 przez Eidos Interactive. Jest to czwarta i ostatnia wydana gra z serii Commandos.

## Fabuła

### Postaci
W odróżnieniu od innych odsłon serii, w Commandos: Strike Force oddział oddany do dyspozycji gracza liczy zaledwie trzech członków:
- Francis O'Brien (zielony beret) – najsilniejszy z oddziału komandosów, preferujący otwartą walkę, najbieglejszy w posługiwaniu się różnego rodzaju bronią strzelecką i nożem bojowym. Jako jedyny potrafi strzelać z dwóch pistoletów maszynowych naraz oraz łamać kark wrogim żołnierzom, ponadto biega najszybciej w oddziale[1];
- William Hawkins (snajper) – strzelec wyborowy, który poza umiejętnością strzelania z karabinów snajperskich, potrafi także rzucać sztyletami, jako jedyny w oddziale pływa w zimnej wodzie bez utraty energii, potrafi także podcinać gardła przeciwnikom i porusza się najciszej z trzech komandosów[1];
- George Brown (szpieg) – jest niemieckim antyfaszystą, który przyłączył się do komandosów z pobudek światopoglądowych. Został dowódcą oddziału w stopniu pułkownika. Ze względu na perfekcyjną znajomość języka niemieckiego jest frontowym szpiegiem. Potrafi założyć niemiecki mundur i przemieszczać się pomiędzy przeciwnikami o niższej od niego randze, nie wzbudzając podejrzeń. Może także dusić wrogów garotą[1].

### Streszczenie
Fabuła gry zaczyna się w 1942 roku w okupowanej przez Niemców Francji. Członkowie oddziału komandosów zostają wysłani z zadaniem przygotowania zrzutu spadochroniarzy służących rządowi Wolnej Francji. Akcja nie przebiega jednak zgodnie z planem, bowiem okazuje się, że teren, który miał być wolny od okupantów, zostaje nagle zajęty przez oddziały niemieckie. Hawkins uwalnia pojmanych członków francuskiego ruchu oporu i odpiera atak nieprzyjaciela. Pomimo jego akcji oraz wysadzeniu przez Browna części niemieckich działek przeciwlotniczych, skaczący spadochroniarze zostają ostrzelani przez Niemców z broni maszynowej i ponoszą ciężkie straty, zanim O'Brienowi nie udaje się ewakuować ocalałych ze strefy zrzutu. Ponieważ Brown jest z pochodzenia Niemcem, O'Brien podejrzewa go o zdradę i spowodowanie fiaska operacji. W kolejnej misji Brown przebrany w niemiecki mundur i wspierany strzałami snajperskimi Hawkinsa urządza blokadę drogową w celu zatrzymania niemieckiego konwoju wiozącego pojmanych francuskich partyzantów, których udaje się uwolnić. W następnym, długim etapie Brown samotnie wyrusza na infiltrację francuskiego miasta, w którym m.in. sabotuje niemiecki pociąg pancerny zajeżdżający na miejscową stację kolejową, zabija niemieckiego generała oraz uwalnia z otoczonego przez okupantów szpitala francuskiego lekarza w celu udzielenia pomocy medycznej rannym partyzantom.
Następnie akcja przenosi się do Norwegii, gdzie trójka komandosów wspólnie uczestniczy w ataku na przystań rybacką. Po jej zdobyciu bojownicy norweskiego ruchu oporu wyładowują na brzeg dostarczone przez aliantów ładunki wybuchowe, mające posłużyć do wysadzenia fabryk, w których Niemcy zamierzają produkować ciężką wodę (patrz: bitwa o ciężką wodę). Podczas gdy O'Brien pozostaje z Norwegami, Hawkins i Brown zajmują niemiecki park maszynowy i zdobywają kilka ciężarówek Opel Blitz. Następnie przemieszczają się w głąb fiordu, oczyszczając drogę dla O'Briena dowodzącego konwojem pojazdów, w których umieszczono ładunki. W kolejnej misji Hawkins i Brown dalej działają razem, przejmując nadbrzeże i inne kluczowe obiekty w niewielkim mieście, przez które muszą przejechać ciężarówki z materiałami wybuchowymi na drodze do kluczowych fabryk. Po daniu sygnału do ataku przez Hawkinsa, zajmującego najwyższy budynek w miasteczku, do akcji przyłącza się O'Brien z Norwegami, po czym wspólnymi siłami wyzwalają miasteczko i przejmują radiostację. W ostatniej misji kampanii norweskiej O'Brien i Hawkins bronią atakowanego przez Niemców miasta, utrzymując się na linii rzeki, podczas gdy Brown wysadza fabrykę ciężkiej wody.
Trzecia i ostatnia kampania zabiera gracza do Związku Radzieckiego z zadaniem odnalezienia i wykradzenia bardzo ważnego dla Niemców posążka. Po spotkaniu z miejscowym informatorem, Salenkowem, niespodziewanie Niemcy odkrywają oddział komandosów. Ponieważ Brown, jako szpieg frontowy, ma na sobie niemiecki mundur, udaje mu się uniknąć aresztowania, natomiast Hawkins i O'Brien zostają pojmani, co utwierdza tego drugiego w przekonaniu, że Brown jest niemieckim agentem. Jednak dowódca oddziału wyrusza samotnie na ratunek swoich żołnierzy, wdzierając się do niemieckiej bazy. W jej podziemiach Brown odnajduje posążek, cel swojej misji, a następnie ratuje podwładnych z katowni gestapo. Po wyjściu na powierzchnię okazuje się, że baza jest otoczona przez niemieckie oddziały, z którymi jawnie współpracuje Salenkow. Odkrywszy prawdziwego zdrajcę, Brown jako jedyny sprawny w tamtym momencie członek oddziału zabija Salenkowa i toruje swoim ludziom drogę do ciężarówki, którą komandosi ewakuują się z zagrożonego obszaru. Później następuje szereg niepowiązanych ze sobą misji, w których Hawkins i O'Brien wykonują zadania bojowe na linii frontu w Stalingradzie, m.in. likwidując niemieckich oficerów i snajperów, wysadzając nieprzyjacielskie czołgi i działa pancerne, odbijając zakładników, czy kradnąc ważne dokumenty. W ostatniej misji w grze Hawkins i O'Brien bronią się wraz z żołnierzami radzieckimi na małym placyku przed zmasowanym atakiem niemieckiej piechoty i sił pancernych, aż do nadejścia z odsieczą nowych oddziałów Armii Czerwonej i połączenia się z Brownem, oczyszczonym z zarzutów współpracy z wrogiem.

## Rozgrywka
W przeciwieństwie do wszystkich poprzednich części serii Commandos, w Strike Force perspektywa rozgrywki została przeniesiona z trzeciej na pierwszą osobę. Gracz kieruje jednym z trzech żołnierzy oddziału komandosów wykonujących zadania bojowe za liniami wroga, a pod koniec gry także bezpośrednio na linii frontu. Pomiędzy członkami oddziału gracz może przełączać się przypisanym do tej czynności klawiszem, mając do wyboru pomiędzy wszystkimi trzema lub dwoma żołnierzami, przy czym niektóre misje musi wykonać samodzielnie jeden komandos. Każdy z członków oddziału posiada unikalne zdolności, które predysponują go do danego typu zadań. Gracz, stosując szereg oddanych do jego dyspozycji broni strzeleckich, granatów, bomb przylepnych, noży, czy garoty, ma do wykonania cele, które otrzymuje na początku i w trakcie misji, takie jak zniszczenie wrogiego sprzętu lub używanego przez nieprzyjaciela obiektu, kradzież dokumentów i innych ważnych przedmiotów, obrona zajmowanych pozycji, czy likwidacja wysokich rangą oficerów wroga. Za każdą misję gracz otrzymuje ocenę w skali od jednej do pięciu gwiazdek, w której brane pod uwagę są nie tylko wykonane cele główne i dodatkowe, ale także czas wykonania niektórych zadań oraz liczba zabitych przeciwników.

## Odbiór
Gra została sceptycznie przyjęta przez graczy oraz otrzymała średnie opinie od recenzentów. Najbardziej kontrowersyjnym aspektem Commandos: Strike Force, poruszanym przez wszystkich komentatorów, jest zmiana gatunku z gry strategicznej na pierwszoosobową strzelankę. O ile jednak zdaniem Jima Rossignola z portalu Eurogamer konwersja wyszła grze na dobre, o tyle pozostali recenzenci są odmiennego zdania. Greg Kasavin z GameSpot krytykuje zmniejszenie oddziału do trzech osób i połączenie zdolności kilku komandosów znanych z poprzednich odsłon w jednym żołnierzu w Strike Force. Negatywnie ocenia także to, że rozgrywka stała się bardziej liniowa i zbyt łatwa. Zauważa, że w trybie wieloosobowym prawie nikt nie gra, co uniemożliwia cieszenie się nim. Kasavin konkluduje swoją recenzję zdaniem: „Commandos: Strike Force nie jest złą grą... jest po prostu podobna, ale gorsza od wielu innych strzelanek osadzonych w realiach II wojny światowej”. Z kolei Tom McNamara z portalu IGN wytyka grze zbyt niski poziom trudności, niezrozumiałe i absurdalne zachowania przeciwników, zwłaszcza w misjach ze szpiegiem oraz słabą grafikę (szczególnie fizykę i mimikę postaci). Matt Helgeson w krótkiej opinii dla witryny Game Informer zgromił produkcję Pyro Studios: „Commandos zbudowało kultową serię gier strategicznych o działaniach na małą skalę, więc wydaje mi się to zadziwiające, że porzuciło swoje korzenie na rzecz doświadczenia strzelaniny w pełnym 3D. Podjęto pewne próby zachowania niektórych charakterystycznych cech serii, takich jak możliwość przełączania się pomiędzy postaciami o różnych umiejętnościach (...). Jednak w praktyce zaowocowało to niczym innym, jak kiepsko wykonaną strzelanką taktyczną, która nie może się zdecydować, czy chce być złą wersją Hitmana, czy złą wersją Medal of Honor”. Recenzent portalu GameZone Dakota Grabowski dochodzi natomiast do wniosku, że zadanie konwersji serii z gry taktycznej na strzelankę okazało się dla twórców zbyt ambitne, a Strike Force stał się za łatwy i nijaki: „W oryginalnych Commandosach każdy atak na nazistów wydawał się być pełnowymiarową inwazją. W Strike Force misje są jak zwykłe działania zwiadowcze, bez jasnej wizji wojny dziejącej się w świecie gry. Misje na większą skalę są podzielone na małe podetapy; misje na mniejszą skalę pozwalają skradać się pomiędzy nazistami bez zbytniego wysiłku. Wszystkie etapy można ukończyć przy minimalnym wysiłku i nie oddają one żadnego, realnego poczucia zagrożenia”. Grabowski ocenia Commandos: Strike Force jako gorszy od większości drugowojennych FPS-ów swoich czasów, krytykuje mierną sztuczną inteligencję i uważa, że gra jest po prostu nudna.